# Круча (заказник)
Кру́ча — ландшафтний заказник місцевого значення в Україні. Розташований у межах Малинського району Житомирської області, на околиці села Лумля. 
Площа 13,2 га. Статус присвоєно згідно з рішенням 24 сесії облради 7 скликання від 09.07.2019 року № 1503. Перебуває у віданні: Малинівська сільська рада. 
Статус присвоєно для збереження мальовничого ландшафтного комплексу, у складі якого водосховище на річці Лумля. Зростають водні та прибережно-водні види рослин, в тому числі такі, що занесені до Червоної книги України  — сальвінія плаваюча і водяний горіх.